# Pachydactylus scutatus
Pachydactylus scutatus — вид геконоподібних ящірок родини геконових (Gekkonidae). Мешкає в Анголі і Намібії.

## Поширення і екологія
Pachydactylus scutatus мешкають в провінції Намібе на південному заході Анголи та в регіоні Каоковельд на північному заході Намібії. Вони живуть в сухих саванах, в тріщинах серед скельних вступів. Зустрічаються на висоті від 300 до 1200 м над рівнем моря. Ведуть нічний спосіб життя, шукають їжу на поверхні скель та на землі.